# Лысак, Николай Семенович
Николай Семенович Лысак (3 февраля 1951, Черкассы, Украинская ССР — 23 мая 2023, Санкт-Петербург) — российский живописец, педагог. Заслуженный художник Российской Федерации (с 2009 года), член Санкт-Петербургского Союза художников с 1993 года.

## Биография
Лысак Николай Семенович родился 3 февраля 1951 года в городе Черкассы, Украинская ССР. В 1979 году окончил Одесское художественное училище им. Грекова. В 1982 году поступил в Ленинградский институт живописи, скульптуры и архитектуры им. И. Е. Репина, окончив его в 1988 году по специальности «художник-живописец, педагог», защитив на «отлично» диплом «Ленинградская симфония».
В 1991 году окончил творческую мастерскую под руководством президента Академии художеств СССР Б. С. Угарова. С 1993 года — член Союза Художников Санкт-Петербурга.
Профессор кафедры живописи и композиции Санкт-Петербургского государственного академического института живописи, скульптуры и архитектуры им. И. Е. Репина. Преподает живопись и композицию в учебной мастерской профессора В. С. Песикова.
Член бюро секции живописи Санкт-Петербургского Союза художников. Член Правления Санкт-Петербургского Союза художников.
В 1997 году на собственные средства Николай Лысак организовал в помещении «Голубой Гостиной» Союза художников галерею, сохранив историческое название. Бывший кинозал, примыкавший к галерее, был отремонтирован и реорганизован в выставочное пространство. На протяжении более чем 20 лет «Голубая Гостиная» под руководством Н. С. Лысака занимается популяризацией творчества художников Санкт-Петербурга, организует выставки памяти ушедших мастеров Ленинградской художественной школы (напр., выставки Виктории Белаковской, Бориса Угарова, Виктора Рейхета, Дмитрия Беляева, Юрия Павлова, Василия Голубева, Владислава Блинова, Киры Суворовой и др.). Были осуществлены такие большие творческие проекты, как «Академическая дача» (2010 г.), с переизданием монографии И. Г. Романычевой «Академическая дача. История и традиции»; ретроспективная выставка Заслуженного художника РФ Д. В. Беляева в Русском музее (2011 г.); проект «Дом творчества художников „Старая Ладога“» (2013 г.).
«Это лучшие люди нашего Союза, которые на протяжении стольких лет вкладывают свои силы на развитии культуры и искусства, ими созданы „Арт-Буфет“, „Голубая Гостиная“, издаются книги, делаются замечательные выставки. И все это на свои деньги, не беря от Союза, а, наоборот, обогащая его. Я всячески поддерживаю их деятельность» (А. С. Чаркин)
В 1999 году Николай Лысак без какой-либо финансовой поддержки со стороны, на собственные средства отремонтировал подвальное помещение Дома художников (бывшее хранилище картин) и создал здесь кафе для художников — «Арт-Буфет». Образование «Арт-Буфета» дополнило многообразие функций Дома Художников. Здесь проходят встречи деятелей искусств-членов Союза художников, архитекторов, композиторов, здания которых также расположены на Большой Морской.
«Следует отметить, что работа Николая Лысака, как автора замысла и эскизов, является подлинным творческим достижением, как мастера монументально-декоративной живописи, владеющего всем арсеналом воплощения задач любой сложности» (А. Г. Раскин, искусствовед).
В институте имени Репина Н. С. Лысак помогает молодым начинающим художникам, студенты отмечают его высокий профессионализм, отзывчивость, эмоциональность, доброту. На свои средства издал альбом «Мастерская Песикова». В 2013 году расширил учебную мастерскую на чердаке здания Института, тем самым увеличив пространство учебной мастерской, также на собственные средства. В одном из интервью С. И. Михайловский сказал, что в XIX веке именно такими были педагоги в Академии художеств.

## Творчество
Петербургский художник Николай Лысак известен как автор жанровых картин, портретов и натюрмортов. Заметное место в творчестве художника занимает тема Великой Отечественной войны. Искусствоведы отмечаются особый подход Н. С. Лысака к трактовке одной из наиболее трагических сторон данной темы — судьбы инвалидов войны в мирное время:
«Его работы, связанные с памятью минувшей войны, потрясают реальными и мистическими диалогами израненных жертв войны. Очевидно, не только минувшей, но и тех, которые, увы, вызваны неутихающими локальными конфликтами. Они живут в страстной исповедальности такой картины, как „Молитва“ (илл); они открываются в неожиданно решённом сюжете „Распятия“ (илл.) или в горькой, саднящей боли искалеченного героя картин „У родного порога“ и „Возвращение“. Это разные работы, со своими сюжетами и характером решений. Монументально возвышающаяся над землей фигура на костылях, заявленный столб и обагренная земля воспринимаются как символ трагедии человека и всей земли. Это картина „Троица“, где на фоне багряного загадочно-зловещего неба собрались трое на горькие поминки, и это не только деталь, не только частность, не только возможный конкретный случай. Это и олицетворение того, что может нести война, прошлая и настоящая. Это зов памяти. Это предостережение. Это гражданская позиция художника-гуманиста. Кажется, в любом из этих произведений он сам находится рядом, не резонируя, не сотворяя некий знак, но сопереживая в полной мере». — А. Ф. Дмитренко 
Лысак Н. С. — организатор и участник двух больших государственных проектов: 2003 год — «Первоначальствующие лица Санкт-Петербурга» в портретной галерее Смольного (портреты Н. И. Рылеева, П. А. Толстого, С. К. Вязмитинова, А. Д. Балашова, А. Н. Оболенского, И. А. Фуллона, Д. В. Драчевского, Л. Д. Троцкого); с 2005 года и по настоящее время — «Почетные граждане Санкт-Петербурга» в галерее Законодательного собрания Петербурга (портреты В. В. Путина, митрополита Владимира, М. Б. Пиотровского, В. А. Гергиева, Ю. Х. Темирканова, О. В. Басилашвили, А. Б. Фрейндлих, Д. А. Гранина, И. П. Богачевой, Л. А. Вербицкой, С. К. Крикалёва).

## Награды и звания
За успехи в творчестве Лысак Н. С. удостоен двух золотых медалей:
В 1988 году награждён золотой медалью Академии Художеств СССР за диплом «Ленинградская симфония»,
В 2005 году — золотой медалью Российской Академии художеств. Неоднократно награждался дипломами и грамотами Союза художников России.
В 2009 году удостоен звания Заслуженный художник Российской Федерации.